# Tatjana Romaszkan
Tatjana Aleksandrowna Romaszkan, z domu Krajnowa (ros. Татьяна Александровна Ромашкан (Крайнова), ur. 7 czerwca 1967 w Leningradzie) – rosyjska siatkarka, reprezentantka Związku Radzieckiego, złota medalistka letnich igrzysk olimpijskich.

## Życiorys
Wraz z reprezentacją Związku Radzieckiego wystąpiła na igrzyskach olimpijskich 1988 w Seulu. Zagrała w jednym z trzech meczów fazy grupowej. Reprezentantki Związku Radzieckiego tryumfowały w turnieju olimpijskim po zwycięstwie we finale z reprezentantkami Peru.
Była zawodniczką klubów Mietrostroj (Moskwa, 1980–1982), CSKA (1982–1986), Dinamo (Moskwa, 1986–1991), Santa Maria (Hiszpania, 1991–1992), Club Voleibol Albacete (Hiszpania, 1992–1993), Amatori / Pasta Ciccarese Bari (Włochy, 1993–1995), Brummel Ancona (Włochy, 1995–1996), klubów tureckich (2. połowa lat 90.), MGFSO (Moskwa, 2003–2004), Filatlitikos Saloniki (Grecja, 2004–2005). Zdobyła puchar ZSRR w 1984 i mistrzostwo ZSRR w 1985.
Po zakończeniu kariery sportowej w 2005 roku została trenerką drużyny siatkówki internatu dla uczniów szkoły przy Ministerstwie Obrony Federacji Rosyjskiej.
Za osiągnięcia sportowe w 1988 została wyróżniona tytułem Zasłużony Mistrz Sportu ZSRR.